# Gayle Dixon
Gayle Dixon (* 28. Februar 1947; † 23. November 2008) war eine klassische amerikanische Geigerin, die auch im Bereich des Jazz aktiv war. 

## Leben und Wirken
Dixon stammt aus einer musikalischen Familie. 1970 begleitete sie McCoy Tyner bei einem Konzert in der Town Hall. Gemeinsam mit ihrer jüngeren Schwester, der Cellistin Akua Dixon, gründete sie nach dem klassischen Musikstudium an der Manhattan School of Music 1972 das Streichquartett Quartette Indigo, das auf Alben Carmen McRae, James Blood Ulmer sowie auf Winter in Lisbon Dizzy Gillespie begleitete. Auch arbeitete sie häufig mit der Brooklyn Philharmonic und gehörte zeitweilig dem Uptown String Quartet an. Mit Noel Pointer gründete sie 1976 The String Reunion, um ein Repertoire klassischer afroamerikanischer Musik zu entwickeln. Auch spielte sie häufig im Metropolitan Opera Orchestra und im American Symphony Orchestra. Weiterhin war sie an vielen Musical-Aufführungen beteiligt. Sie war die hervorstechende Solistin auf James Newtons Album Luella. Dixon war zwischen 1971 und 2006 an 43 Aufnahmen im Bereich des Jazz beteiligt, etwa mit Rahsaan Roland Kirk, Hubert Laws, Cleo Laine, Terence Blanchard oder Hermeto Pascoal.
Zwischen 1986 und 1993 wirkte sie im Vorstand der New Yorker Musikergewerkschaft Local 802. In ihren letzten Lebensjahren war sie auch als Musikpädagogin aktiv.